# Midas Dekkers
Wandert Jacobus Dekkers, más conocido como Midas Dekkers (Haarlem, 22 de abril de 1946) es un biólogo holandés y escritor de novelas de ficción y no ficción para niños y adultos. Cuando contaba dieciocho años de edad decidió adoptar el nombre de Midas ( de Midas Wolf, el Lobo Feroz)
Este popular escritor ha producido más de cincuenta relatos para niños y jóvenes, además de numerosos libros de ficción para adultos. En su faceta de biólogo es conocido por sus agudas observaciones, abordando temas científicos con un gran sentido del humor, lo cual ha procurado a sus libros un buen número de ediciones. 
Dekkers es también popular por sus contestatarias y controversiales opiniones sobre zoofilia, deportes y maternidad.

## Artículos
Desde 1980, Dekkers fue , columnista en el programa de radio de la cadena VARA Vroege Vogels, y escribió artículos para la revista de televisión de esta misma cadena. Además, trabajó como colaborador en el programa televisivo Nieuwslicht.
.Su trabajo aquí terminó el 11 de febrero de 2007, habiendo escrito hasta entonces 1250 artículos.

## Libros

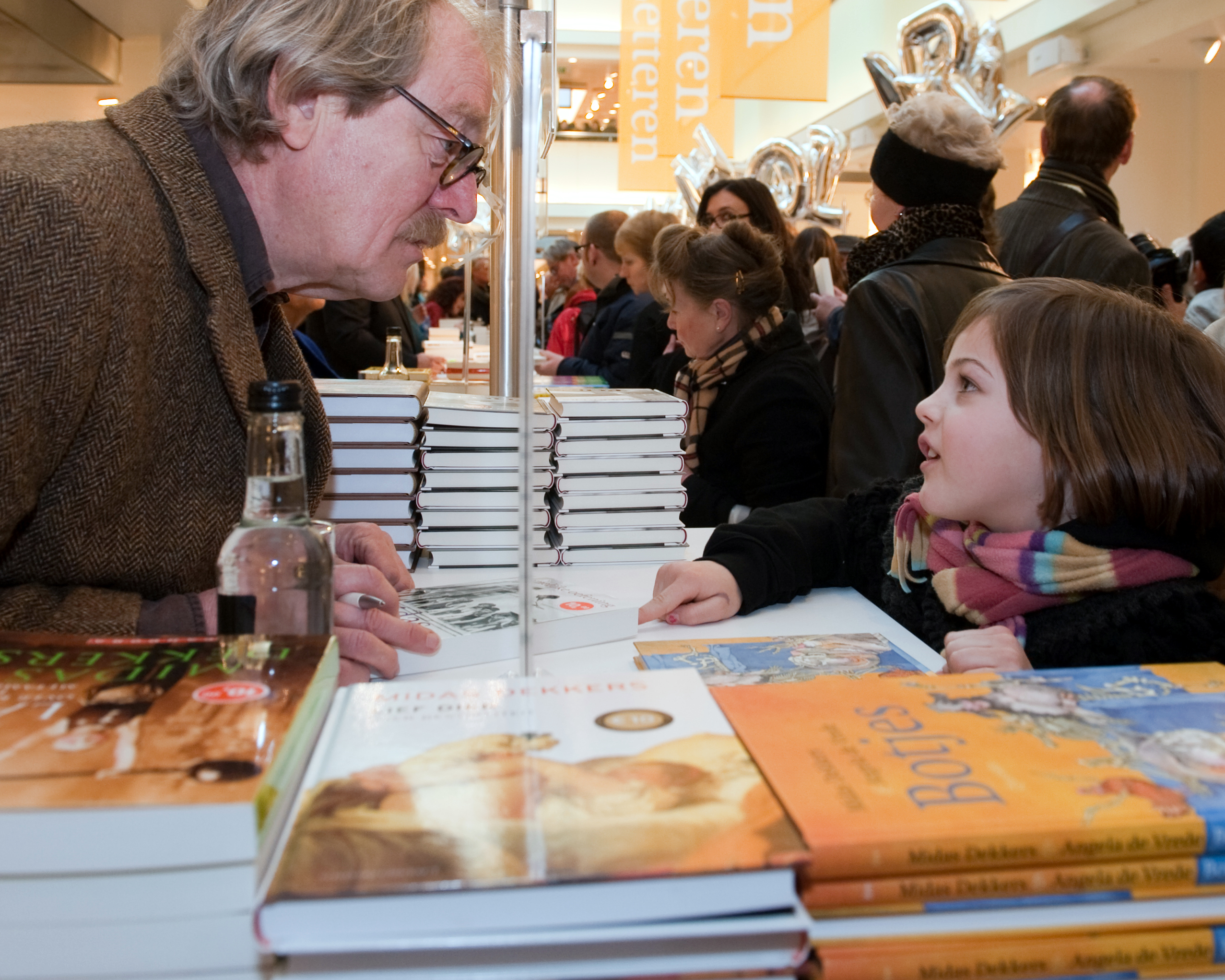
Midas Dekkers firmando libros en el Festival de la Literatura en 2010, organizado por De Bijenkorf

En su libro Lief Dier, Dekkers describe la zoofília en la sociedad Occidental.
De Vergankelijkheid nos habla sobre el inevitable fin de nuestra vidas,  sobre el modo en el que el ser humano acepta las fases de la vejez que preceden a la muerte y cómo trata de evitar llegar a ellas.
En el libro De Larf, Dekkers argumenta que el ser humano no nace como tal, y que su evolución hasta convertirse en adulto es similar a la que tiene una larva para convertirse en mariposa. También contiene críticas referentes al hecho de ser padres.
En agosto de 2006, se publicó su libro Lichamelijke Oefening, donde cuestiona lo saludable del ejercicio físico y los deportes en general. Dekkers describe la evolución del deporte durante nuestra historia reciente (finales del siglo XIX), y nos sugiere que esta evolución proviene de una poco deseable combinación de guerra y religión. El autor explica que la revolución industrial supuso un gran alivio físico para el ser humano, y por ello utiliza ahora su tiempo libre en ejercitar su cuerpo sin que ello tenga sentido alguno.

## Televisión
Además de sus aportaciones en el programa Nieuwslicht, Dekkers trabajó también en programas televisivos para niños como Max Laadvermogen y Pootjes, ambos de la cadena VARA. Para esta misma cadena, Dekkers hizo también programas dirigidos a adultos como Midas y Gefundenes Fressen. También trabajó para el canal televisivo Omroep Max, en donde presentó el programa Het ei van Midas